# Воронцов Олександр Володимирович
Олександр Володимирович Воронцов (15 жовтня 1958, місто Канаш, тепер Чувашія, Російська Федерація) — радянський діяч, бригадир електрозварників Канаського вагоноремонтного заводу Чуваської АРСР. Член ЦК КПРС у 1990—1991 роках.

## Життєпис
У 1976 році закінчив Канаську середню школу № 62.
У 1976—1977 роках — координатник Канаського заводу технологічного спорядження Чуваської АРСР.
З 1977 по 1979 рік служив у Радянській армії.
У 1979—1985 роках — учень електрозварника, електрозварник Канаського вагоноремонтного заводу Чуваської АРСР.
Член КПРС з 1980 року.
З 1985 року — бригадир електрозварників Канаського вагоноремонтного заводу Чуваської АРСР.
Подальша доля невідома.